# كوكبية صغيرة
كَوْكَبيَّة صغيرة (الاسم العلمي: Astrantia minor) هو نوع من النباتات العشبية ينتمي إلى الفصيلة الخيمية، موطنه أوروبا (فرنسا وإيطاليا وإسبانياوسويسرا)، وهو من النباتات المعمرة.